# 玉野市営電気鉄道
玉野市営電気鉄道（たまのしえいでんきてつどう）は、かつて岡山県玉野市の宇野駅から玉遊園地前駅を結んでいた玉野市運営の鉄道路線。
玉野市電とも称されていたが、「市電」といっても熊本県荒尾市の荒尾市営電気鉄道同様、軌道法による路面電車ではなく、地方鉄道法による鉄道路線であった。なお、正式名称は玉野市電気鉄道である。
公営交通としては異例の営業体制となっており、他の公営交通に観られるような地方公営企業による運営ではなく、地方公共団体の直営であったため、地方公営企業法の適用対象外だった。過去も含んだ地方公共団体直営の鉄軌道路線こそ唯一ではあるが、地方公共団体直営のバス事業も非常に少なく、過去に存在していたものも含めて登山客輸送や離島に観られる程度である。

## 歴史
元々、備南電気鉄道が国鉄宇野線から延びていた三井造船の工場への専用線を有効活用する形で、1953年（昭和28年）に開業させた。資金難から開業が遅れ、用意したモハ100形電車も山形県の蔵王高速電鉄（未成線）の注文流れであったという。長期的には玉から渋川を経由して児島まで達する計画だったが、前述の資金難から専用線を活用できた玉までの開業にとどまった。元々専用線であったため市街地を大きく迂回しており、乗客は少なく、赤字から脱却できず玉野市に譲渡された。
当初は輸送量の少なさから1編成が行って戻ってくるだけの運行をしていたためタブレットも信号もなく、分岐器も車庫のある玉駅に本線と車庫へを切り替える1か所だけであったが、この状況で電車同士の衝突事故を起こしたことがある。玉駅で車庫から電車を出した後、ポイントを本線側に向けるのを忘れて発車したため車庫に電車が突入して留置車両に衝突した。
玉野市営となってからは乗客を増やすため玉遊園地前までの路線延長が行われたが、玉野市の中心が玉から宇野に移ったことや、両備バスが岡山への路線バスを増発したことなどの要因が重なり、通学利用を除けば乗客数は伸び悩んだ。玉野市が引き継いでからも毎年赤字続きで、1972年（昭和47年）の廃止まで一度も黒字になったことはなかった。
電気鉄道ではあったが、電力供給設備が老朽化して保守もままならなくなったことや、運行コストを削減する目的で、1964年（昭和39年）に三重県の三岐鉄道と熊本県の熊延鉄道より移籍した気動車による運行に切り替えられた（これはくりはら田園鉄道など同様の例がある）。開業時からの車両であったモハ100形3両は翌1965年（昭和40年）に瀬戸内海対岸の高松琴平電気鉄道（琴電）に売却され、750形となった。
高松琴平電気鉄道で運行されていた750形のうち最後まで現役として残っていた760号が、同鉄道の車両冷房化の推進に伴い2006年夏にも引退するという話が出たことから、その電車を玉野市に里帰りさせようと市民有志が「玉野市電保存会」を結成して募金活動をはじめとした運動を進めた。そして同年引退した760号は、同会の手によってフェリーで再び瀬戸内海を渡り玉野市へ里帰りを果たし、玉野市総合保健福祉センター「すこやかセンター」のグラウンドで静態保存されている。
廃線跡はほぼ全線に渡って自転車道として整備されており、途中には遺構が残っている場所も数多くある。

備南電鉄社章
玉野市市章

### 年表
- 1949年（昭和24年）12月19日 備南電気鉄道が宇野 - 水島間31.4 kmを施設工事認可される。
- 1950年（昭和25年）4月1日 備南電気鉄道株式会社が設立される。
- 1953年（昭和28年）4月5日 備南電気鉄道により宇野 - 玉（後の三井造船所前）間3.5 kmが開業。車両は電車（モハ101、102、103）3両であった。
- 1955年（昭和30年）
  - 10月1日 玉 - 玉橋間0.2 kmを延伸開業する。今までの玉駅（初代）を三井造船所前駅に、玉橋駅を玉駅にそれぞれ改称する。
  - 12月14日 宇野 - 玉野高校前間にある築港国道広潟踏切で走行中の電車と両備バスが衝突し、双方の乗客など計4人が負傷する。これが同線初の負傷者が発生した事故となる。
- 1956年（昭和31年）
  - 3月24日 経営難のため備南電気鉄道の営業は玉野市に移管され市営となり玉野市営電気鉄道となる。
  - 7月21日 玉野市役所前 - 藤井海岸間の宇野駅起点1.86 km地点に古塩浜信号所を開設し、行き違い運転を始める。
- 1958年（昭和33年）7月20日 玉野保健所前 - 三井造船前間の宇野駅起点3.31 km地点に大聖寺前駅を開業する。
- 1959年（昭和34年）6月15日 玉野高校前 - 玉野市役所前間の宇野駅起点1.36 km地点に西小浦駅を開業する。
- 1960年（昭和35年）
  - 4月1日 宇野 - 玉野高校前間の宇野駅起点0.71 km地点に広潟駅を開業する
  - 8月3日 玉 - 玉遊園地前間1.0 kmを延伸開業する[3]。
  - 10月1日 宇野線電化に伴う国鉄宇野駅改良工事完成にあわせて国鉄ホームへ乗り入れを開始する[4]。
- 1962年（昭和37年）4月9日 和歌山県の野上電気鉄道から制御車（クハ201）1両を購入する。
- 1964年（昭和39年）
  - 11月17日 経営難のため電車から気動車への動力変更に先立って気動車の試運転を開始する。
  - 12月24日 動力方式の変更を行い気動車の運転を開始。電車の運転を取り止める。ただし、架線や架線柱などの設備は廃止まで残されていた。
- 1965年（昭和40年）3月 余剰になっていた電車3両が高松琴平電気鉄道へ売却される。
- 1966年（昭和41年）3月12日 経営難のため、当時の玉野市長が鉄道の廃止を表明する。
- 1968年（昭和43年）6月 沿線の地元自治会・町内会・利用者などが市電廃止反対の署名運動を始める。
- 1971年（昭和46年）9月30日 玉野市議会で、玉野市電の廃止案が決議され、同年度末での廃止が決定する。
- 1972年（昭和47年）
  - 3月31日 運転最終日で全便無料のさよなら運転を実施し、営業が終わる。
  - 4月1日 全線廃止。
  - 9月 廃線跡の自転車道化の工事が始まる。
- 1974年（昭和49年）4月 廃線跡の自転車道化の工事が完了する。
- 2006年（平成18年）
  - 9月24日 琴電で使用されていた電車のうち1両（元モハ103号、琴電760号）が玉野市電保存会に寄贈され、41年ぶりに高松から玉野へ里帰りを果たす[2]。
  - 10月22日 里帰りした電車の「里帰り記念式」が行われる[5]。
- 2015年（平成27年） - 2017年（平成29年） 廃線跡に残る3つのトンネルで、改修工事が行われる。

## 路線データ
- 路線距離：宇野 - 玉遊園地前4.7 km
- 駅数：13駅（起終点駅含む）
- 軌間：1,067 mm
- 複線区間：なし（全線単線）
- 電化区間：全線（開業当初は直流1,500 Vであったが、後に非電化となる）

### 駅一覧
- 全駅岡山県玉野市に所在。
- 廃止日は1972年（昭和47年）4月1日。

| 駅名           | 駅間営業キロ | 累計営業キロ | 開業日        | 備考                                                 | 現在の様子 |
| -------------- | ------------ | ------------ | ------------- | ---------------------------------------------------- | --- |
| 宇野駅         | -            | 0.0          | 1953年4月5日  | 1960年10月1日に国鉄ホームへ 乗り入れ開始で乗り場変更 | 駅舎建て替えのため遺構なし。 現在の宇野駅前交番付近に当時のホームがあった。                                                                                                 |
| 広潟駅         | 0.71         | 0.71         | 1960年4月1日  |                                                      | 県道22号広潟歩道橋付近。自転車道起点。 |
| 玉野高校前駅   | 0.21         | 0.92         | 1953年4月5日  |                                                      | ホーム跡は自転車道脇の道路になる。観音寺 (玉野市)が徒歩5分にある。裏山の展望台からは宇野築港が見渡せる。                                                                    |
| 西小浦駅       | 0.44         | 1.36         | 1959年6月15日 |                                                      | ベンチが置かれ休憩所になる。 |
| 玉野市役所前駅 | 0.39         | 1.75         | 1953年4月5日  |                                                      | |
| 古塩浜信号所   | 0.11         | 1.86         | 1956年7月21日 |                                                      | 沿線の住宅に痕跡有り。 |
| 藤井海岸駅     | 0.73         | 2.59         | 1953年4月5日  |                                                      | |
| 玉野保健所前駅 | 0.46         | 3.05         | 1953年4月5日  |                                                      | ホームへ繋がっていたアパートの階段跡が残存。 |
| 大聖寺前駅     | 0.26         | 3.31         | 1958年7月20日 |                                                      | 旧駅付近に石柱が残る。 |
| 三井造船所前駅 | 0.22         | 3.53         | 1953年4月5日  | ※旧玉駅 1955年10月1日に駅名変更                      | 当時、車庫や事務所などがあった所。跡地は三井造船の敷地となる。 |
| 玉駅           | 0.17         | 3.70         | 1955年10月1日 | ※旧玉橋駅 開業日に即日改称                           | 跡地は玉商店街のイベント広場になる。 |
| 玉比咩神社前駅 | 0.43         | 4.13         | 1960年8月3日  |                                                      | |
| 玉小学校前駅   | 0.30         | 4.43         | 1960年8月3日  |                                                      | |
| 玉遊園地前駅   | 0.24         | 4.67         | 1960年8月3日  |                                                      | 駅前には公園がある（現存）。 備前地方では遊具がある市街地の公園を指して「遊園地」と呼ぶ慣習があり、玉野市条例上の正式名称は「児童遊園地」であり、これが駅名の由来となった。 |

### 接続路線
事業者名は廃線時のもの。
- 宇野駅：国鉄宇野線・宇高連絡船（連絡船は1990年に休止、翌年廃止）

## 輸送実績
| 年度 | 輸送人員（千人） |
| ---- | ---------------- |
| 1958 | 1,216            |
| 1963 | 1,756            |
| 1966 | 1,580            |
| 1970 | 1,439            |

- 私鉄統計年報各年度版

## 車両
電車 - 塗色はクリーム色と緑色の塗り分け。
- モハ100形 (101 -103)
  - 1951年 日立製作所製。先述したように蔵王高速電鉄へ納入予定だったものが開業に至らずにキャンセルとなったものを、備南電気鉄道が開業時に引き取ったとされる。1965年、電車運転終了に伴い高松琴平電鉄に譲渡。
- クハ200形 (201)
  - ラッシュ時に増結の必要から1962年 野上電気鉄道クハ102（初代）を譲受。元は1928年 加藤車輌製半鋼製単車のデハ1形6で、1953年に車体延長とボギー車化・制御車化したもの。 電車運転終了後は三井造船所前駅の側線に廃線まで留置された。

気動車 - 1964年の入線に際し全車九州車輌で整備工事を受けている（受註元は帝国車輌）。塗色はクリーム色と茶色。
- キハ101 - 1934年 日本車輌製造製国鉄キハ41097が、1951年 三岐鉄道へ払い下げられてキハ80形81となったものを譲受。入線時の改造で変速機を液体式に交換した。
- キハ102・103 - 1950年 汽車製造製の熊延鉄道ヂハ101・102。1964年の廃線によりヂハ103（→キハ104）と共に玉野市営が譲受。前面2枚窓で片側には荷物台を設置。
- キハ104 - 1935年 日本車輌製の元島原鉄道キハニ100形104。1949年に熊延鉄道ヂハ103となったものを譲受。熊延での改造で中央の扉を埋めて2扉車となり、玉野市営に入線時には機関交換と変速機の液体式への変更を受けた。

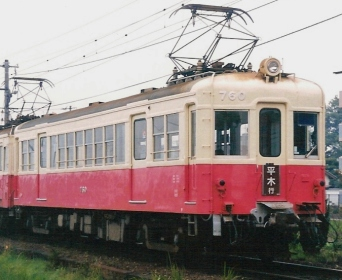
当路線のモハ100形は高松琴平電気鉄道に譲渡され、750形として使用された。 （農学部前駅付近 1999年11月）
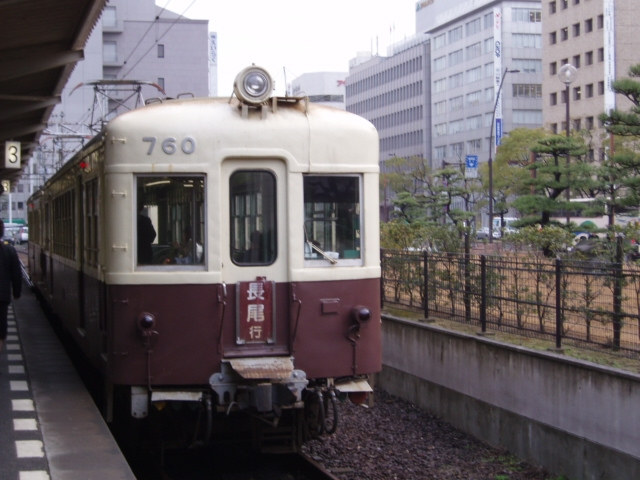
塗装変更された後の750形760号 （高松築港駅 2005年3月23日）
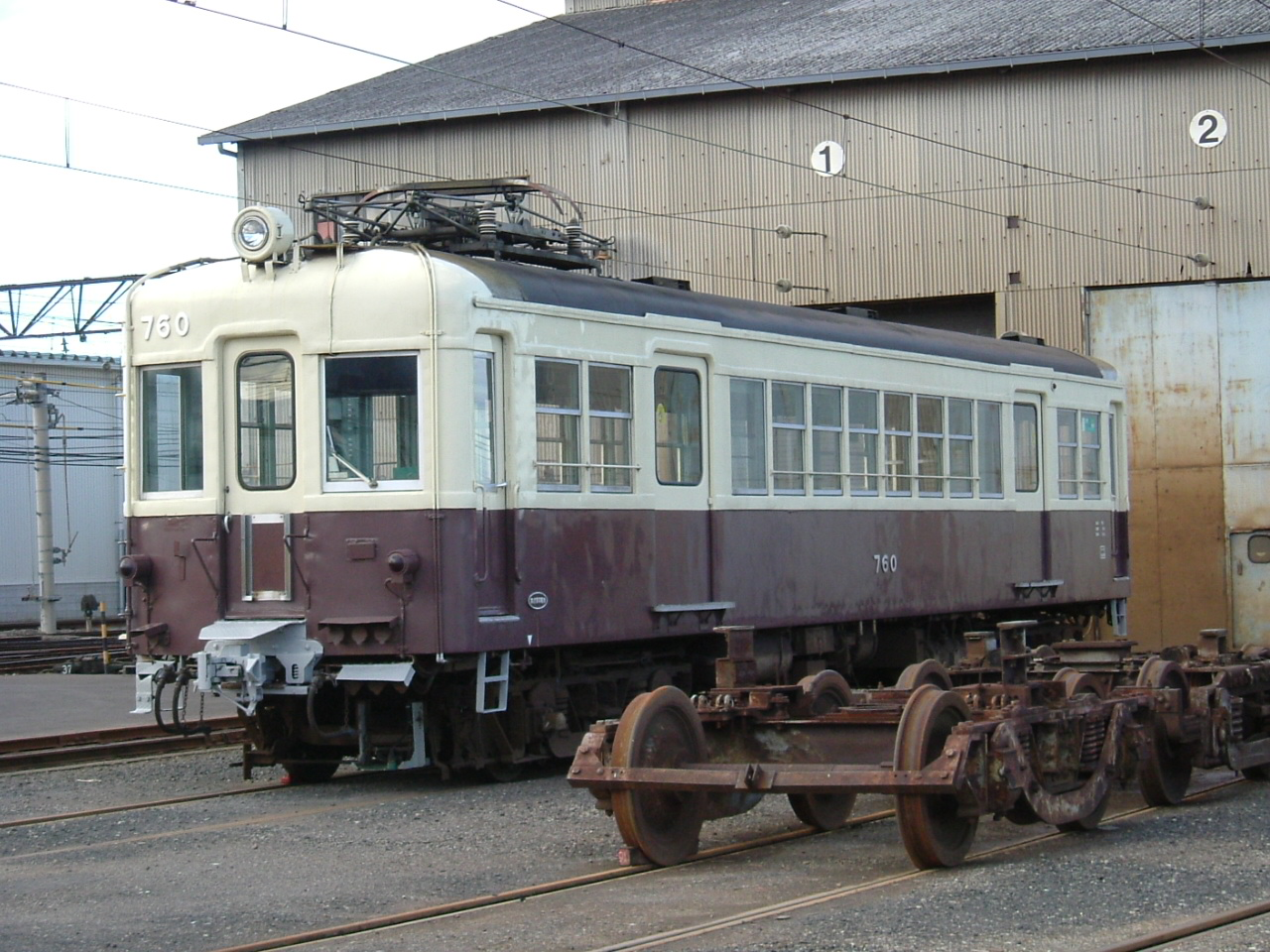
玉野市での保存のために整備される750形760号 （琴電仏生山工場 2006年9月18日）
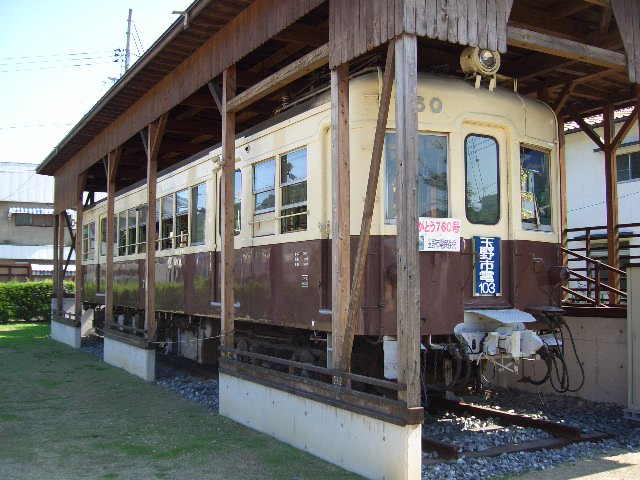
保存された750形760号 （すこやかセンター 2010年10月17日）